# Anita Kulcsár
Dans le nom hongrois Kulcsár Anita, le nom de famille précède le prénom, mais cet article utilise l’ordre habituel en français Anita Kulcsár, où le prénom précède le nom.
Anita Kulcsár, née le 2 octobre 1976 à Szerencs et décédée le 19 janvier 2005  à Dunaújváros, était une joueuse de handball hongroise évoluant au poste de pivot. 
Vouée pour ses qualités humaines qui faisaient d’elle l'une des joueuses les plus appréciées de l'équipe nationale hongroise, elle est victime d'un accident de la route qui la tue sur le coup alors qu'elle se rendait à l'entraînement,. Elle est élue à titre posthume meilleure handballeuse de l'année 2004.

## Biographie
Championne d'Europe en 2000, vice-championne olympique à Sydney en 2000 et vice-championne du monde 2003, Anita Kulcsár a effectué toute sa carrière en Hongrie où elle remporte un titre de champion de Hongrie et une coupe nationale la saison précédant son décès.

## Palmarès

### Club
Compétitions nationales
- Championnat de Hongrie (1) : 2004
  - 2e en 1998, 2000
- Coupe de Hongrie (1) : 2004
  - Finaliste en 2000

Compétitions internationales
- Finale de la Coupe de l'EHF (C3) en 1999 avec Győri Graboplast ETO

### Sélection nationale
- Jeux olympiques
  -  Médaille d'argent aux Jeux olympiques de 2000 à Sydney
  - 5e place aux Jeux olympiques de 2004 à Athènes
- Championnats du monde
  -  Médaille d'argent au Championnat du monde 2003 en Croatie
  - 5e place au Championnat du monde 2001 en Italie
  - 5e place au Championnat du monde 1999 en Norvège et Danemark
- Championnats d'Europe
  -  Médaille d'or au Championnat d'Europe 2000 en Roumanie
  -  Médaille de bronze au Championnat d'Europe 2004 en Hongrie
  -  Médaille de bronze au Championnat d'Europe 1998 aux Pays-Bas
  - 5e place au Championnat d'Europe 2002 au Danemark

### Distinction personnelle
- Meilleure handballeuse mondiale de l'année en 2004 (décerné à titre posthume avec 65,7 % des votes).